# Lijst van voetbalinterlands Estland - Liechtenstein
Deze lijst van voetbalinterlands is een overzicht van alle officiële voetbalwedstrijden tussen de nationale teams van Estland en Liechtenstein. De landen hebben tot op heden vijf keer tegen elkaar gespeeld. De eerste ontmoeting, een vriendschappelijke wedstrijd, was op 26 oktober 1993 in Balzers. Het laatste duel, eveneens vriendschappelijk, was op 19 november 2013 in Vaduz.

## Wedstrijden
| № | Plaats  | Datum            | Competitie           | Wedstrijd               | Uitslag |
| - | ------- | ---------------- | -------------------- | ----------------------- | ------- |
| 1 | Balzers | 26 oktober 1993  | Vriendschappelijk    | Liechtenstein − Estland | 0 − 2   |
| 2 | Vaduz   | 18 augustus 2004 | WK 2006 kwalificatie | Liechtenstein − Estland | 1 − 2   |
| 3 | Tallinn | 4 juni 2005      | WK 2006 kwalificatie | Estland − Liechtenstein | 2 − 0   |
| 4 | Tallinn | 17 november 2010 | Vriendschappelijk    | Estland − Liechtenstein | 1 − 1   |
| 5 | Vaduz   | 19 november 2013 | Vriendschappelijk    | Liechtenstein − Estland | 0 − 3   |

## Samenvatting
| Competitie        | Totaal gespeeld | Winst Estland | Gelijk | Winst Liechtenstein | Doelsaldo Estland – Liechtenstein |
| ----------------- | --------------- | ------------- | ------ | ------------------- | --------------------------------- |
| WK-kwalificatie   | 2               | 2             | 0      | 0                   | 4 − 1                             |
| Vriendschappelijk | 3               | 2             | 1      | 0                   | 6 − 1                             |
| Totaal            | 5               | 4             | 1      | 0                   | 10 − 2                            |

Wedstrijden bepaald door strafschoppen worden, in lijn met de FIFA, als een gelijkspel gerekend.

## Details

### Eerste ontmoeting
| Vriendschappelijk (Balzers, Liechtenstein, 26 oktober 1993):                                                                                                |              | |
| Liechtenstein | 0 – 2        | Estland |
| | goals        | 56' Sergei Bragin 89' Lembit Rajala |
| Dietrich Weise | bondscoach   | Uno Piir |
| Martin Oehry Roland Moser Daniel Telser Christoph Frick Patrik Hefti Heini Stocker Alex Quaderer 66' Wolfgang Ospelt Jürg Ritter Harry Zech 21' Mario Frick | opstellingen | Mart Poom Urmas Kaljend Risto Kallaste Toomas Kallaste 46' Marek Lemsalu 72' Indro Olumets Igor Prins Lembit Rajala Martin Reim Andrei Borissov 46' Dzintar Klavan |
| Philipp Beck 21' 66' Peter Klaunzer 66' Daniel Hasler 66'                                                                                                   | wissels      | 46' Sergei Zamorski 46' Sergei Bragin 72' Sergei Ratnikov |
| Roland Moser ??' | gele kaarten | |

### Vierde ontmoeting
| Vriendschappelijk (Tallinn, Estland, 17 november 2010): |       |                 |
| Estland                                                 | 1 – 1 | Liechtenstein   |
| Konstantin Vassiljev 57' (pen.)                         | goals | 35' Mario Frick |
| - Debuut van Siim Luts (FC Flora Tallinn) voor Estland. |       |                 |

EJL · A-internationals · Bondscoaches · Statistieken · Estisch vrouwenelftal · Olympisch elftal · Estland U21 · Estland U20 · Estland U19 · Estland U18 · Estland U17 · Estland U16
1920 – 1929 ·
1930 – 1939 ·
1940 – 1949 ·
1950 – 1990 · 
1990 – 1999 ·
2000 – 2009 ·
2010 – 2019 ·
2020 − 2029
OS 1924
1920 ·
1921 ·
1922 ·
1923 ·
1924 ·
1925 ·
1926 ·
1927 ·
1928 ·
1929 · 
1930 · 
1931 · 
1932 · 
1933 · 
1934 · 
1935 · 
1936 · 
1937 · 
1938 · 
1939 · 
1940 · 
1941 · 
1942 · 
1943 · 1944 · 
1945 · 
1946 · 
1947 · 
1948 · 
1949 · 
1950 – 1990 · 
1991 · 
1992 · 
1993 · 
1994 · 
1995 · 
1996 · 
1997 · 
1998 · 
1999 · 
2000 · 
2001 · 
2002 · 
2003 · 
2004 · 
2005 · 
2006 · 
2007 · 
2008 · 
2009 · 
2010 · 
2011 · 
2012 · 
2013 · 
2014 · 
2015 · 
2016 ·
2017 ·
2018 ·
2019 ·
2020
Albanië ·
Andorra ·
Angola ·
Antigua en Barbuda ·
Argentinië ·
Armenië ·
Azerbeidzjan ·
België ·
Bosnië-Herzegovina ·
Brazilië ·
Bulgarije ·
Canada ·
Chili ·
China ·
Cyprus ·
Denemarken ·
Duitsland ·
Ecuador ·
Egypte ·
El Salvador ·
Engeland ·
Equatoriaal-Guinea ·
Faeröer ·
Fiji ·
Filipijnen ·
Finland ·
Frankrijk ·
Georgië · 
Gibraltar ·
Griekenland ·
Hongarije ·
Hongkong ·
Ierland ·
IJsland ·
Indonesië ·
Irak ·
Israël ·
Italië ·
Jordanië ·
Kazachstan ·
Kirgizië ·
Kroatië ·
Letland ·
Libanon ·
Liechtenstein ·
Litouwen ·
Luxemburg ·
Malta ·
Marokko ·
Mexico ·
Moldavië ·
Montenegro ·
Nederland ·
Nieuw-Caledonië ·
Nieuw-Zeeland ·
Noord-Ierland ·
Noord-Macedonië ·
Noorwegen ·
Oekraïne ·
Oezbekistan ·
Oman ·
Oostenrijk ·
Polen ·
Portugal ·
Qatar ·
Roemenië ·
Rusland ·
Saint Kitts en Nevis ·
San Marino ·
Saoedi-Arabië ·
Schotland ·
Servië ·
Slovenië ·
Slowakije · 
Spanje ·
Tadzjikistan ·
Thailand ·
Trinidad en Tobago ·
Tsjechië ·
Turkije ·
Turkmenistan ·
Uruguay ·
Vanuatu ·
Venezuela ·
Verenigde Arabische Emiraten ·
Verenigde Staten ·
Vietnam ·
Wales ·
Wit-Rusland ·
Zweden ·
Zwitserland
LFV · A-internationals · Bondscoaches · Statistieken · Liechtensteins vrouwenelftal · Liechtenstein U21 · Liechtenstein U19 · Liechtenstein U18 · Liechtenstein U17 · Liechtenstein U16
1980 – 1989 ·
1990 – 1999 ·
2000 – 2009 ·
2010 – 2019 ·
2020 − 2029
1981 · 
1982 · 
1983 · 
1984 · 
1985 · 
1986 · 
1987 · 
1988 · 
1989 · 
1990 · 
1991 · 
1992 · 
1993 · 
1994 · 
1995 · 
1996 · 
1997 · 
1998 · 
1999 · 
2000 · 
2001 · 
2002 · 
2003 · 
2004 · 
2005 · 
2006 · 
2007 · 
2008 · 
2009 · 
2010 · 
2011 · 
2012 ·
2013 ·
2014 ·
2015 ·
2016 ·
2017 ·
2018 ·
2019 ·
2020 ·
2021 ·
2022 ·
2023 ·
2024
Albanië ·
Andorra ·
Armenië ·
Australië ·
Azerbeidzjan ·
België ·
Bosnië en Herzegovina ·
China ·
Denemarken ·
Duitsland ·
Engeland ·
Estland ·
Faeröer ·
Finland ·
Georgië ·
Gibraltar ·
Griekenland ·
Hongarije ·
Hongkong ·
Ierland ·
IJsland ·
Indonesië ·
Israël ·
Italië · 
Kaapverdië ·
Kroatië ·
Letland ·
Litouwen ·
Luxemburg ·
Malta ·
Moldavië ·
Montenegro ·
Nederland ·
Noord-Ierland ·
Noord-Macedonië ·
Oostenrijk ·
Polen ·
Portugal ·
Qatar ·
Roemenië ·
Rusland ·
San Marino ·
Saoedi-Arabië ·
Schotland ·
Slowakije ·
Spanje ·
Thailand ·
Togo ·
Tsjechië ·
Turkije ·
Verenigde Staten ·
Wales ·
Wit-Rusland ·
Zweden ·
Zwitserland